# Amor apasionado
Amor apasionado (en hangul, 열애; en hanja, 熱愛; romanización revisada, Yeolae) es una serie de televisión surcoreana emitida entre  2013-2014 protagonizada por Jun Kwang Ryul, Hwang Shin Hye, Jeon Mi Sun, Sung Hoon, Choi Yoon Young y Shim Ji Ho. Fue transmitida en su país de origen por Seoul Broadcasting System desde el 28 de septiembre de 2013 hasta el 23 de marzo de 2014 finalizando con una longitud de 47 episodios emitidos cada sábados y domingos a las 20:45 (KST).

## Argumento
El guapo y rico Kang Moo Yeol (Sung Hoon) cree tenerlo todo hasta que el amor de su vida, Han Yoo Rim (Seohyun), fallece. La hermana menor de Yoo Rim, Han Yoo Jung (Choi Yoon Young) también lucha con la pérdida, obligándola a crecer independiente con una actitud sensata y poco femenina. En un giro del destino, estos dos se encuentran y descubren que están unidos por algo más que la pérdida de Yoo Rim. Obligado por la tragedia del pasado de sus padres, estos dos amantes darán cuenta de si su amor por sí solo es lo suficientemente fuerte como para perseverar, o si realmente no están  destinado a estar juntos.

## Reparto

### Principal
- Jun Kwang Ryul como Kang Moon Do.
- Hwang Shin Hye como Hong Nan Cho.
- Jeon Mi Sun como Yang Eun Sook.[3]
- Sung Hoon como Kang Moo Yeol.
  - Lee Won Keun como Moo Yeol (joven).
- Choi Yoon Young como Han Yoo Jung.
  - Lee Hye In como Yoo Jung (joven).
- Shim Ji Ho como Hong Soo-hyeok.
  - Moo Jin-sung como Soo-hyeok  (joven).

### Secundario
Cercanos a Moo Yeol
- Joo Hyun como Yang Tae Shin.
- Jin Seo-yeon como Kang Moon Hee.[4]
- Kang Seo Joon como Park Jong Hyuk.
- Yoon Mi Ra como Jang Bok Hee.
- Woo Hee Jin como Yang Hye Sook.
- Oh Dae Kyu como Yoo Min Soo.

Cercanos a Yoo Jung
- Seohyun como Han Yoo Rim.[5]
- Kang Shin Il como Han Sung Bok.
- Song Chae Hwan como Song Kyung Hee.
- Lee Han-wi como Ban Soo-bong .
- Jeon Soo Kyung como Joo Nam Wok.
- Kim Yoon Seo como Ban Dal.
- Lee Jung Hyuk como Ban Tae Yang.
- Kim Hye Jee como Cha Mi Rae.

## Banda sonora
La banda sonora completa de la serie fue lanzada el 12 de diciembre de 2013, bajo el sello Pan Entertainment.
| Track listing |                                                   |                    |          |  |
| N.º           | Título                                            | Artista            | Duración |  |
| 1.            | «Burn»                                            | In Soon Yi         | 4:45     |  |
| 2.            | «나 돌리고 싶어» (Na Dolrigo Sipeo)               | Sojin (Girl's Day) | 4:01     |  |
| 3.            | «너야» (Neoya; Instrumental)                      | Lee Ji Soo         | 4:23     |  |
| 4.            | «알게 될거야» (Alge Dwilgeoya)                    | Lee Yoon Jong      | 3:09     |  |
| 5.            | «Main Title» (Versión Vox)                        | Varios artistas    | 1:42     |  |
| 6.            | «Movie Tension»                                   | Varios artistas    | 1:56     |  |
| 7.            | «Past Time» (Versión en Tango)                    | Varios artistas    | 1:57     |  |
| 8.            | «Happy Virus» (Versión vals)                      | Varios artistas    | 3:08     |  |
| 9.            | «새벽» (Saebyeok)                                 | Varios artistas    | 2:36     |  |
| 10.           | «Trail Tension»                                   | Varios artistas    | 1:38     |  |
| 11.           | «Burn» (Instrumental)                             | In Soon Yi         | 4:45     |  |
| 12.           | «나 돌리고 싶어» (Na Dolrigo Sipeo; Instrumental) | Sojin (Girl's Day) | 4:01     |  |
| 13.           | «너야» (Neoya; Instrumental)                      | Lee Ji Soo         | 4:22     |  |

## Emisión internacional
- Taiwán: Videoland Drama (2015).[7]